# Zakład usług leśnych
Zakład usług leśnych – przedsiębiorstwo wykonujące usługi na rzecz leśnictwa w zakresie: pozyskania drewna, zrywki drewna, przygotowania powierzchni pod nowe nasadzenia, sadzenia.
Usługi leśne są formą outsourcingu, w ramach którego Lasy Państwowe zlecają usługi przedsiębiorstwom zewnętrznym, skupiając się na podstawowej działalności, związanej z dystrybucją drewna.
Zakłady usług leśnych zaczęły powstawać w Polsce na początku lat dziewięćdziesiątych XX wieku w wyniku przemian ustrojowych oraz organizacyjnych w Lasach Państwowych. Wówczas trzon przedsiębiorstw leśnych stanowili byli pracownicy Lasów Państwowych zwolnieni w ramach restrukturyzacji.